# Bionicle: Masks of Power
Bionicle: Masks of Power — отменённая фанатская ролевая игра в жанре экшен, созданная Team Kanohi и основанная на линейке сборных фигурок Bionicle от Lego Group. По сюжету, шестеро повелителей стихий, героев-воинов Тоа отправляются на поиски масок Канохи. Игровые журналисты положительно оценили трейлеры к игре, похвалив её визуальную составляющую и сравнивая боевую систему с Devil May Cry и Nier: Automata (2017). В начале 2024 года разработчики планировали добавить демоверсию в Steam. В 2025 году разработка игры была остановлена.

## Игровой процесс

Скриншот игрового процесса Bionicle: Masks of Power; Тоа воздуха Лива исследует регион джунглей Ли-Вахи

Masks of Power — это ролевая игра в жанре экшен с элементами платформера и головоломки, события которой разворачиваются в открытом мире; главным героям Тоа предстоит исследовать шесть регионов острова Мата Нуи, чтобы найти маски Канохи. В игре присутствует реалистичная среда и пейзажи, в то время как игровые персонажи и их противники Рахи стилизованы под настоящие сборные фигурки. Gray Fore из Screen Rant указал на визуальное сходство игры с Mata Nui Online Game (2001). По словам руководителя разработки ASCII, при создании игры команда вдохновлялась Nier: Automata и Monster Hunter, в частности при моделировании сражений и врагов; ещё одним источником вдохновения создатель проекта Джордан Уиллис назвал Horizon Zero Dawn (2017), которую охарактеризовал, как «своего рода [игру по] Bionicle вне товарного знака». Игра создавалась на движке Unreal Engine. Хотя проект основан на официальной мифологии Bionicle, разработчики решили исключить моменты, которые «не идут на пользу хорошей игре» и «создают сюжетные дыры».

## Разработка
По состоянию на октябрь 2021 года команда разработчиков состояла из 38 волонтёров; её члены проживают по всему миру в разных часовых поясах. Ранее Team Kanohi уже выпускала игру по вселенной Bionicle — Masks of Power: Legacy, которую руководитель проекта ASCII охарактеризовал как «своего рода прототип» Masks of Power. Игра не получила официального одобрения от руководства Lego Group. По словам ASCII, представители компании передали Team Kanohi список «правил и указаний»; до тех пор, пока разработчики соблюдают правила, Lego «закрывает глаза» на фанатскую игру.
В августе 2022 года Team Kanohi опубликовала в сети первый трейлер, раскрывающий детали игрового процесса, поведение врагов, различное оружие в бою и способности маски Канохи. Майкл Крайп из The Escapist назвал трейлер «настолько впечатляющим, что с таким же успехом игра могла бы стать официальным лицензированным продуктом Lego». Отто Кратки из Digital Trends назвал его «фантастическим», оценив разнообразие окружающей среды и существ, а также «дань уважения» оригинальным наборам Bionicle.
10 августа 2023 года создатели выпустили новый трейлер с песней «As Upper So Below», которую исполнили музыкант Essenger и датская рок-группа CryoShell. Трейлер раскрыл принцип работы боевой системы. По словам Харви Рэндалла из PC Gamer, в нём были показаны «перевороты в стиле DMC, причудливая механика уклонения, жонглирование [врагами] в воздухе и различные наборы движений двух Тоа»; в то же время, Рэндалл сетовал на «проблемы с производительностью». В начале 2024 года разработчики планировали добавить демоверсию игры в Steam. В мае 2025 года разработка игры по требованию компании Lego была остановлена. Впоследствии Team Kanohi (преобразованная в Unmasked Games) начала разработку собственной игры Rustbound без привязки ко вселенной Bionicle.